# Río Grande de Matagalpa
El río Grande de Matagalpa (en miskito, Awaltara; en matagalpa, Ucumulalí) es un destacado río de América central que discurre íntegramente por Nicaragua y desemboca en el mar Caribe. Drena una cuenca de 18.445 km² y tiene una longitud de 465 km y es el segundo río más largo del país (tras el río Coco). 

## Geografía
El río discurre, principalmente y en longitudes similares, por el departamento de Matagalpa y la Región Autónoma de la Costa Caribe Sur (anteriormente la parte sur del antiguo Departamento de Zelaya), aunque también marca la frontera natural en varios tramos de su recorrido entre estos y el departamento de Boaco y la Región Autónoma de la Costa Caribe Norte.
Las fuentes del río Grande de Matagalpa nacen en la Selva negra, en el departamento de Jinotega, aunque es en plena ciudad de Matagalpa (130.000 hab. en 2009), en la parte centrooccidental del departamento homónimo, donde nace formalmente al unirse los ríos Molino Norte (la fuente más lejana) y San Francisco. Se dirige primero en dirección suroeste, por un amplio y fértil valle, donde tras pasar por las pequeñas ciudades de Sébaco (25.200 hab. en 2006) y Ciudad Darío (16.646 hab. en 2005) describe una amplia curva hacia el sur y pone rumbo decididamente en dirección general este. Pasa por El Río y da inicio un tramo en el que el río será el límite natural entre varias divisiones administrativas: primero un tramo de unos 30 km, entre el departamento de Boaco, al sur, y el departamento de Matagalpa, al norte; y, después, entre Boaco, al sur, y la Región Autónoma de la Costa Caribe Sur. 
A continuación se interna en esta última por su parte más occidental, en un corto tramo en dirección noroeste, y llega enseguida otro tramo fronterizo, está vez entre nuevamente el departamento de Matagalpa, al noroeste, y la Región Autónoma de la Costa Caribe Sur, al sureste. Tras recibir el río Grande por la margen izquierda a su principal afluente, el río Tuma (180 km), procedente del oeste, finaliza el tramo fronterizo y el río Grande nuevamente se adentra en la Región Autónoma de la Costa Caribe Sur, siguiendo rumbo oeste. Pasa por San Pedro del Norte, El Consuelo, Tamarín, Tumarín, La Cruz de Río Grande (unos 3000 hab.), San Francisco, Panamérican y llega a otro pequeño tramo, de unos 20 km, en que su curso será otra vez límite, esta vez con la Región Autónoma de la Costa Caribe Norte, al norte. Finalizada este corto tramo, vira el río Grande hacia el sureste y tras pasar por la pequeña ciudad de Karawala, desemboca en La Barra en el mar Caribe, al norte de la Laguna de Perlas.
En el área baja del río y en su desembocadura vive la comunidad Ulwa.

## Inundaciones y condiciones sanitarias
A su paso por la ciudad de Matagalpa, donde atraviesa 23 barrios, ha causado numerosos daños materiales y muertes debido a sus crecidas, siendo la más relevante la ocurrida el 17 de octubre de 2007.
Su situación hidrosanitaria es deficiente, ya que recibe las aguas fecales de las poblaciones ubicadas a sus orillas aún no conectadas a sistemas de recogida de aguas residuales y algunos de sus afluentes se han secado debido al alto grado de desforestación que ha sufrido la zona.

## Centrales hidroeléctricas
En el río se han construido las siguientes centrales hidroeléctricas, todas ellas no muy grandes:
- central de Cocal (departamento de Matagalpa);
- central de Copalar;
- central de El Carmen;
- central de El Esquirin (departamento de Matagalpa);
- central de Macho Loco (Región Autónoma de la Costa Caribe Sur);
- central de Nicarey (Región Autónoma de la Costa Caribe Sur);
- central de Paiwas (departamento de Matagalpa);
- central de Piñuela (departamento de Matagalpa);
- central de Pusi-Pusi (departamento de Matagalpa);
- central de Tumarín (departamento de Matagalpa).